# Collegio della Mercanzia
Le Collegio della Mercanzia est la partie du Palazzo dei Priori, le palais de la commune de la ville de Pérouse (région de l'Ombrie en Italie), réservée au siège de l'Arte della Mercanzia.

## Historique
En 1390, la commune de Pérouse cède, en extinction d'une dette de 1 400 florins, le local situé à droite du portail central du Palazzo dei Priori, à l’arte della Mercanzia (« Commerce »), la corporation la plus importante de la cité.

## Description
On accède au Collegio par un portail en bois situé sur la droite du portail principal du Palazzo dei Priori.

### Sala dell'Udienza
On accède ensuite à la Sala dell’Udienza qui au XVe siècle a été complètement revêtue de bois, probablement par des artistes venus de France.
La première partie de la paroi de droite est richement décorée de fausses fenêtres à meneaux et tonnelles.
Le blason de la lunette représente le griffon tenant des marchandises entre ses griffes, symbole de la corporation.
Le grand pupitre style renaissance est l'œuvre du maître pérugin Costanzo da Mattiolo (1462).
Sur la paroi de gauche se trouve une petite chaire marquetée avec des colonnettes, surmontée par des bas-reliefs, allégories des vertus cardinales de la Prudence, de la Force, de la Justice et de la Tempérance.

### Sala dell'Archivio
Cette salle conserve des registres décorés de la Guilde des membres pour les années 1323, 1356 et 1599. Le registre de 1356 est illuminé par le miniaturiste pérugin Matteo di Ser Cambio

## Images

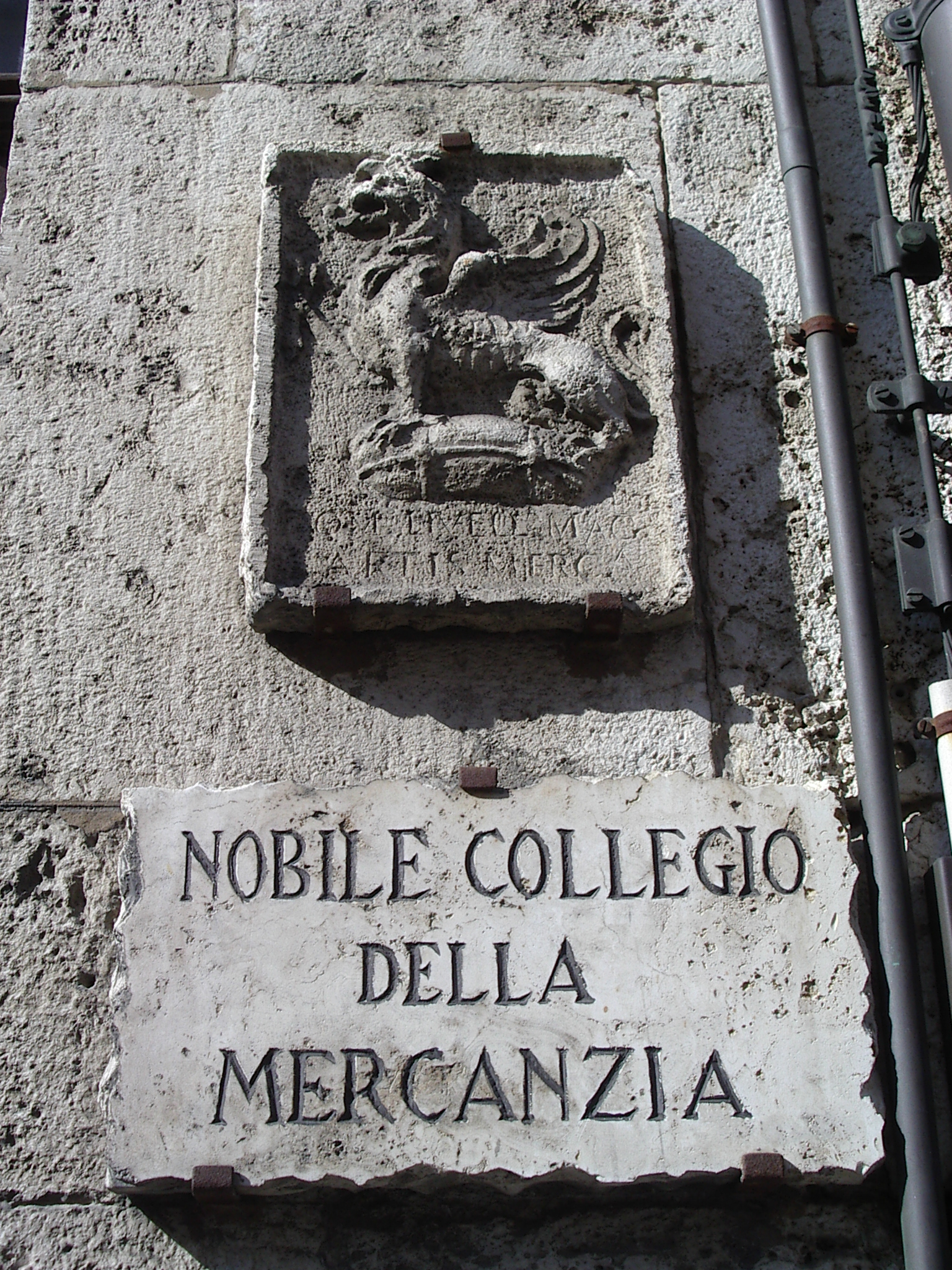
Plaque à l'entrée.
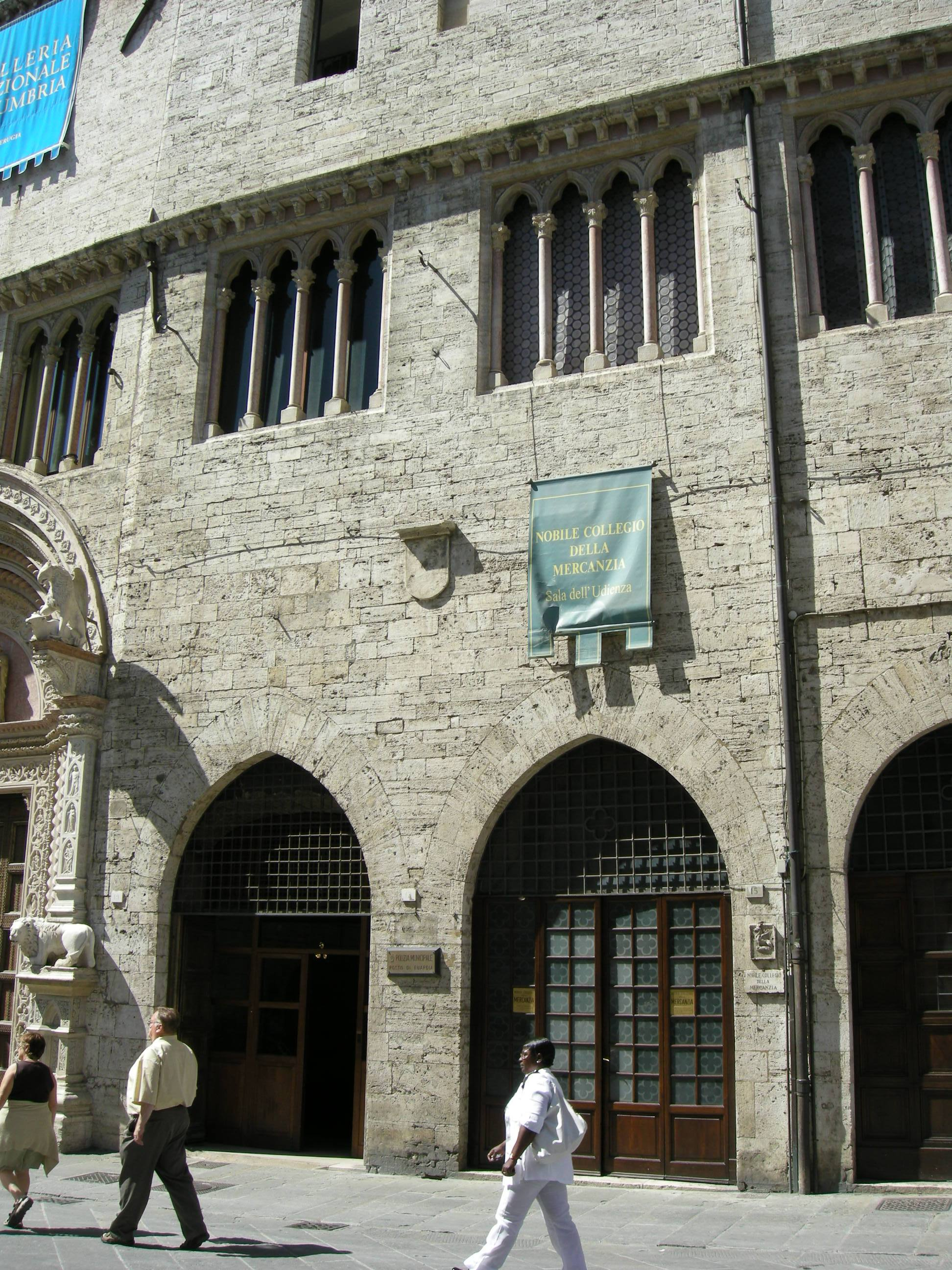
Entrée.
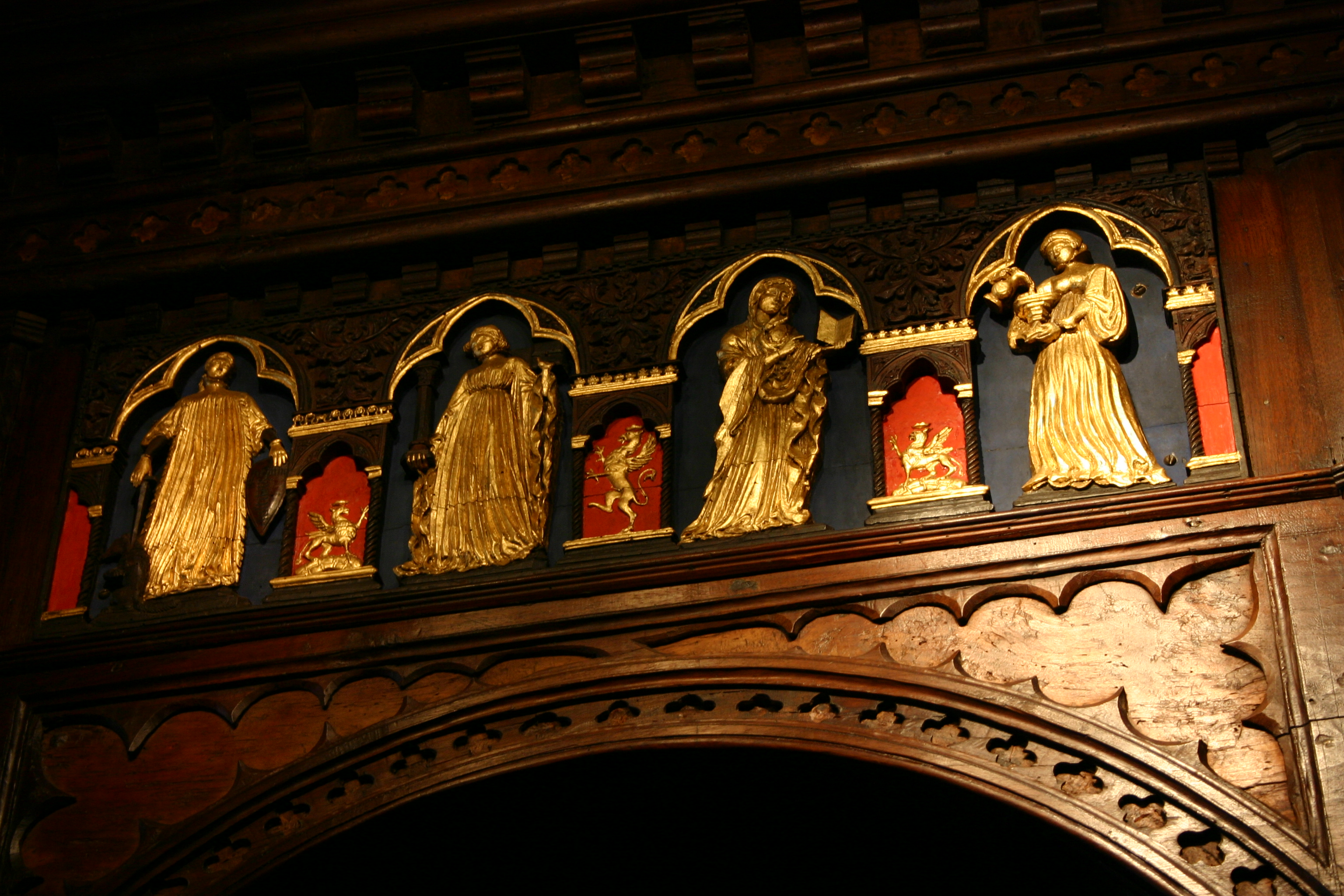
Bas-reliefs allégories de la Prudence, de la Force, de la Justice et de la Tempérance.